# Всичко за аритметиката, геометрията, пропорциите и пропорционалностите
„Всичко за аритметиката, геометрията, пропорциите и пропорционалностите“ (на италиански: Summa de arithmetica, geometrica, proportioni et proportionalita) e първата книга по счетоводство. Написана е от италианския математик и францискански монах Лука Пачиоли (работил с Леонардо да Винчи) и е издадена във Венеция през 1494 г.
Той се счита за „баща на счетоводството“ заради въведения от него метод на двустранното счетоводство. В книгата се съдържа отделна глава „Трактат за сметките и записванията“, в която за първи път се описва Венецианската счетоводна система, известна днес като „двустранно счетоводство“.
Споменават се множество счетоводни понятия, употребявани в счетоводството и до днес – дебит, кредит, баланс, активи, капитал, задължения, оборотна ведомост и др., и се демонстрират счетоводни процеси като годишно счетоводно приключване и др. Засягат се теми като етичните норми в счетоводната професия и изчисляване на себестойност.